# Archaeoteleia mellea
Archaeoteleia mellea är en stekelart som beskrevs av Lubomir Masner 1968. Archaeoteleia mellea ingår i släktet Archaeoteleia och familjen Scelionidae. Inga underarter finns listade.